# Finkenburg (Naturschutzgebiet)

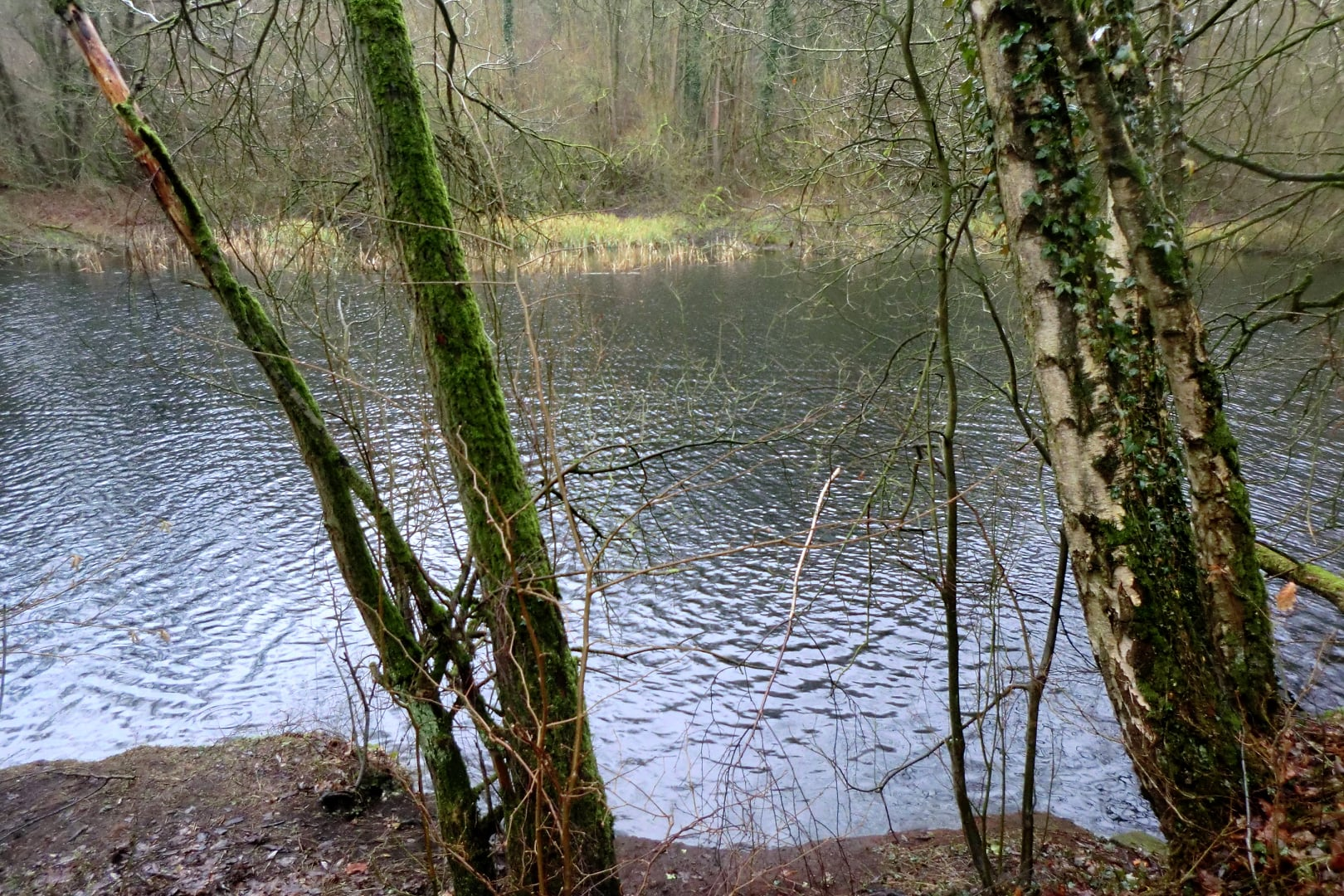
Teich in der Finkenburg

Das Naturschutzgebiet Finkenburg liegt in der Stadt Lübbecke im Kreis Minden-Lübbecke im Stadtteil Obermehnen unmittelbar nördlich der Siedlung Vierlinden. Es ist rund 12,99 Hektar groß und wird unter der Bezeichnung MI-018 geführt. Der Bereich wird auch Finkenmoor genannt. In früheren Zeiten hieß der Bereich auch im Volksmund Tonberg, hierbei anknüpfend an die Tatsache, dass dort der Ton für eine dort befindliche Ziegelei gefördert wurde.
Es liegt südlich der Bundesstraße 65 zwischen dem Ortsteil Blasheim der Stadt Lübbecke und der Innenstadt am Nordrand des Wiehengebirges, ist selbst aber bereits als Teil des Lübbecker Lößlandes.

## Bedeutung
Die Unterschutzstellung erfolgt wegen der Seltenheit und der besonderen Eigenart der Fläche und zur Erhaltung und Wiederherstellung
von Lebensgemeinschaften als Refugium für bedrohte und gefährdete wildlebende Tier- und Pflanzenarten.
Besonders zu schützen ist der aus einer ehemaligen Tongrube entstandene Biotopkomplex. Dieser Komplex besteht zum Beispiel aus Stillgewässern, Röhrichten, Ruderalfluren und einer Obstwiese. Diese Biotopstruktur besitzt eine besondere Bedeutung für Schmetterlinge, Heuschrecken, Libellen und Amphibien. Außerdem stellt das Gebiet ein Jagdgebiet für Fledermäuse dar.

## Besuchsmöglichkeiten
Das Naturschutzgebiet ist faktisch kaum zugänglich, da keine Wirtschafts- oder Waldwege in das kleine Gebiet führen. Zudem ist der Bereich mit dichtem Unterholz bestanden und zudem stark durchschnitten. Die wenigen Pfade enden oft als Sackgasse. Unabhängig davon verbietet die Beschilderung am Rande des Gebietes das Betreten. Indes lässt sich das Areal auf Feldwegen beinahe komplett umrunden – der dichte Bewuchs verhindert aber auch von hier weitere Einsichten.